# Hlyniany
Hlyniany (ucraniano: Глиня́ни; polaco: Gliniany; yidis: Glina גלינא) es una ciudad de Ucrania perteneciente al raión de Leópolis de la óblast de Leópolis.
En 2017, la ciudad tenía una población de 3140 habitantes. Desde la reforma territorial de 2020 es sede de un municipio que tiene una población total de unos nueve mil quinientos habitantes y que incluye 18 pueblos como pedanías: Velyki Poliujiv, Vyzhniany, Zheniv, Zastavné, Kósychi, Kryvychí, Kuróvychi, Máziv, Perehnoyiv, Pecheniya, Pidháichyky, Pohoriltsi, Rozvoriany, Slovita, Solová, Turkotýn, Shopky y Yáktoriv.
Se ubica unos 30 km al este de la capital regional Leópolis, a medio camino entre Busk y Peremyshliany sobre la carretera T1806.

## Historia
Se conoce la existencia de la localidad en documentos desde 1379. En 1397, Vladislao II de Polonia le otorgó el Derecho de Magdeburgo, entregando el señorío a la familia noble Krushelnytski. En 1497 fue el centro de un pospolite ruszenie. En 1578 recibió el derecho a organizar tres ferias anuales. En 1603 se fortificó la ciudad para proteger la encrucijada de rutas comerciales que pasaban por aquí, que en 1604 fue centro de reunión para las tropas polaco-lituanas que atacaron Moscú al año siguiente.
En la partición de 1772 se integró en el Imperio Habsburgo. Durante el dominio austríaco fue una localidad de habla mayoritariamente ucraniana, y al mismo tiempo un shtetl que en 1910 tenía casi dos mil quinientos habitantes judíos. En 1918 se integró en la Segunda República Polaca, hasta que en 1939 pasó a formar parte de la RSS de Ucrania. El censo de 1939 señalaba que cuatro de cada diez habitantes eran judíos, un tercio ucranianos y un cuarto polacos; casi todos los judíos fueron asesinados por los invasores alemanes entre 1941 y 1943, mientras que los polacos fueron desplazados a la nueva Polonia a partir de 1945. Fue capital del raión de Hlyniany hasta 1961, cuando se integró en el raión de Zolochiv. En 2020 pasó a formar parte del raión de Leópolis.